# Consultation infirmière
La consultation infirmière est un dispositif de prise en soin global, ayant vocation à répondre à plusieurs données ou problèmes présentés par une personne, dans le cadre du vécu de sa maladie. Les objectifs de la consultation infirmière sont multiples et permettent à la personne et au professionnel infirmier d'organiser un suivi individualisé et étalé dans le temps devant un problème de santé et ses conséquences, d'y apporter des éléments de réponse et d'en évaluer l'atteinte. 
La consultation infirmière est une pratique soignante récente en plein développement.

## Définitions
Les définitions principales concernent[à développer] :
- la consultation infirmière ;
- les objectifs, le projet de soins sous-jacent ;
- les méthodes d'entretien ;
- le déroulement type d'une consultation ;
- l'intérêt d'un travail pluridisciplinaire ;
- l'évaluation d'une consultation et les critères de qualité.

## Domaines d'exercice
La consultation infirmière se trouve dans des postes de travail transversaux. Elle peut s'exercer dans différents secteurs :
- douleur : équipe mobile de la douleur
- soins palliatifs
- entretien infirmier en psychiatrie
- relation d'aide auprès des personnes atteintes de maladies chroniques
- éducation thérapeutique et éducation à la santé
- recherche clinique infirmière
- santé publique
- entretien infirmier après l'annonce d'un diagnostic grave (exemple : cancer)
- plaies et cicatrisations
- blocs opératoires : entretien pré-opératoire

## Objectifs
Dans les premiers temps de la prise en soins, la consultation infirmière permet d'apporter des explications aux différentes données médicales que la personne peut avoir du mal à appréhender et de l'aider à faire des liens entre sa maladie et son vécu. Par ailleurs, elle permet de répondre aux questions générales de la personne, de présenter l'organisation des soins en prévision d'un traitement au long-cours, les différents médicaments ou dispositifs médicaux ainsi que le rôle des différents intervenants (diététicien, soins de support,…). On parle aussi de consultation d'annonce.
Au fil des rencontres, les consultations infirmières permettent :
- de consigner exhaustivement dans le recueil de données infirmier l'ensemble des manifestations, des symptômes ou des effets secondaires à un traitement ; de les classer et les lier entre eux à l'aide de la démarche de soin ;
- de convenir d'actions informatives ou éducatives à mettre en œuvre, de les réaliser et d'en évaluer l'atteinte dans le temps ;
- de déterminer la pose d'objectifs de soins complémentaires dans le cadre du projet de soins infirmier ;
- de pérenniser un soutien au travers de la relation d'aide ;
- d'assurer référence et lien individualisé entre l'équipe médicale et la personne et son entourage.